# Láng Ádám János
Láng Ádám János, Lángh (Jászóújfalu, Abaúj megye, 1772. július 28. – Pest, 1847. március 22.) műfordító, színész, az induló magyar világi színjátszás egyik jelentős személyisége.

## Élete
Apja Láng Pál tanító és jegyző volt. Előbb a pesti német társulat, majd 1792-től az első pest-budai magyar színtársulat tagja. Itt 1792. május 5-én a Talált gyermek című darabban lépett először színpadra. Mint a régi színészek általában, mindenféle szerepet játszott és operákban is fellépett, mégis a társalgói, szerelmes, kedélyes szerepekben volt a legjobb. 
A pesti színi társaság feloszlása (1796) után Kolozsvárra, a Id. Wesselényi Miklós báró által fenntartott színtársulathoz ment, később a társulattal együtt ismét Pestre ment játszani, itt rendezőként is működött. A társaság feloszlása után különböző városokban (Marosvásárhely, Komárom, Kassa) és társulatokban lépett fel, évtizedeken keresztül vándorszínész volt. Miután abbahagyta a színjátszást, Pesten telepedett le, a Pesti Magyar Színháznál gazdasági jellegű beosztásokban dolgozott, majd kegydíjakból élt. Amikor 1842-ben megülték a magyar nemzeti színészet félszázados jubileumát, Láng Ádámot is ünnepelték ötven esztendőre terjedő színészi pályájáért. (A nemzeti színészet kezdőpontját azért nem tették 1790-re, mert a budai és pesti megnyitás után a további játék félbemaradt, és az előadások sorozata csak két év múltán indult meg.) A sokat nélkülöző agg színész a Rókus-kórházban hunyt el.
Első felesége, Kelemen Erzsébet színésznő az esküvőt követő évben, 1795-ben meghalt. 1798-ban Kolozsvárt feleségül vette Járdos Anna Mária tragikai színésznőt. Fiuk, Láng Lajos és annak családja is a színészi mesterséget folytatta.

### Fordítói tevékenysége
Ekkor már csak kevesen tudták róla, hogy a régi színtársulatokat milyen sok darabbal látta el. Fordításai kéziratos másolatokban mindenütt ott forogtak a vándorszínészek kezén, nyomtatásban csak néhány jelent meg belőlük 1820 után. Száztizenkét színdarabot fordított és huszonhetet dolgozott át. Az utóbbiak mint eredeti munkái szerepeltek a színészi köztudatban, de valójában csak magyarosítások voltak németből. (Árgírus és Tündér Ilona, Genovéva, Gróf Benyovszky Móric, Mátyás deák, A cigányok.)

## Fontosabb szerepei
- Etele (Dugonics A.–Soós M.: A megszomorított ártatlanság)
- Montalbán (Lemierre: Lanassza)
- Horst (Kotzebue: Embergyűlölés és megbánás, A nemes hazugság)
- Pikkó (Hafner–Chudy J.: Pikkó herceg és Jutka–Perzsi)
- Sofrano (Henneberg: Csörgősapka)
- Hamlet (Shakespeare)
- Rinaldi Rinaldini (Hensler)

## Megjelent munkái
- Genovéva. Hajdankori szép és érzékeny történet, minden jó érzésű emberek, különösen pedig anyák és gyermekek számára Németből magyarra ford., Kassa, 1824.
- Mátyás deák, vagy a lovászi deputatio Énekes vígjáték 3. felvonásban. Kassa, 1824. Zenéje Zomb Józseftől (előadták 1830. február 14. és július 12. Sárospatakon, Debrecenben 1831. március 17. és április 24., Kassán 1885. március 26. stb.)
- Constantia, Portugall király leánya, dr. 3 felv. Castelli Fr. Ig. után ford. Kassa, 1824. (Budán 1833. november 7. és 1834. szeptember 30. stb. Calais János c.)
- A tündér lant Víg énekes játék három szakaszban. Németből ford. Kassa, 1824.
- A kisértő hegyi lélek, vagy a három kivánságok Víg fantázia énekekkel 3 felv. Németből ford. Kassa, 1825. Bäuerle után (Debrecenben 1832. szeptember 2., Glück után Miskolcon deczember 23., Bläuerle után Budán 1834. február 7-én, június 22., 1836. október 30-án előfordul egy színlapon mint Meisl Károly után fordított színmű.)